# Кругови (кратки филм)
„Кругови ” је југословенски кратки филм из 1987. године који је режирала Инес Тановић.

## Улоге
| Глумац           | Улога |
| ---------------- | ----- |
| Јасна Бери       |       |
| Миодраг Трифунов |       |